# Alberto Sileoni
Alberto Estanislao Sileoni (Buenos Aires, 23 de enero de 1952) es un político y educador argentino, que se desempeñó como ministro de Educación de la Argentina entre 2009 y 2015 durante el gobierno de la presidencia de Cristina Fernández de Kirchner. Se había desempeñado como ministro de Educación de la ciudad de Buenos Aires durante parte del gobierno de Jorge Telerman, cargo al cual renunció. Fue secretario de Educación y viceministro de Educación.

## Biografía
Alberto Sileoni tiene una matrícula en la Universidad de Buenos Aires y obtuvo una licenciatura en Historia. Más tarde enseñó la disciplina en su alma mater, y en 1993, fue nombrado director de Servicios de Educación de Adultos de la Ciudad de Buenos Aires. Fue poco después de la ciudad nombrado subsecretario de Educación, que permanecen en el cargo hasta la elección del Jefe de Gobierno Fernando de la Rúa, en 1996.
Sileoni fue trasladado al Ministerio de Educación Nacional, donde dirigió el Proyecto de Educación y Trabajo. Fue nombrado director de Educación Secundaria y subsecretario de la Provincia de Buenos Aires con el gobernador Felipe Solá.
Sileoni fue designado viceministro de Educación en junio de 2003, con el ministro Daniel Filmus y posteriormente, en marzo de 2006 ocupó el cargo de ministro de Educación del Jefe de Gobierno Jorge Telerman, Sileoni renunció en febrero del año siguiente.
La elección de Cristina Fernández de Kirchner como presidenta de la Nación Argentina a finales de 2007 dio lugar a la designación de Sileoni como secretario de Educación de Juan Carlos Tedesco, un funcionario de la Unesco. Tedesco renunció, y Sileoni lo reemplazó.
Durante su gestión, la tasa de analfabetismo se redujo al mínimo nivel histórico del 1.9 %, siendo la segunda más baja de Latinoamérica y se han creado 17 nuevas universidades. El Programa de Desarrollo de la Infraestructura Universitaria, orientado a financiar el desarrollo de la infraestructura física universitaria, ha financiado 206 obras (terminadas y en ejecución) por un total de 748,7 millones de pesos en el período 2005/2012, y el Plan Federal de Infraestructura del Ministerio de Ciencia, en marcha a partir de 2008, ha atendido cincuenta obras de institutos de investigación, donde se financiaron obras por 319,1 millones de pesos y la segunda prevé 402 millones de inversión.
A su vez implementó el programa Conectar Igualdad, creado en abril de 2010 con el objetivo de entregar una netbook a todos los estudiantes y docentes de las escuelas públicas secundarias, de educación especial, y de los institutos de formación docente. Capacitando a los docentes en el uso de esta herramienta, y elaborar propuestas educativas que favorezcan su incorporación en los procesos de enseñanza y aprendizaje. Para 2015 se habían entregado 5.4 millones de computadoras, y además se distribuyeron 1428 aulas digitales en todo el país. El programa recibió premios en el extranjero y de diferentes organismos internacionales, entre ellos una distinción del Programa de Naciones Unidas para el Desarrollo (PNUD), y por la cumbre Iberoamericana, entre otros.
En 2015, Sileoni propuso a todos sus pares del país que las clases comiencen el 29 de febrero y finalicen el 16 de diciembre para cumplir con un calendario educativo de 190 días de clases, con la necesidad de fijar un calendario escolar lo más extenso posible.